# Gmina Türi
Gmina Türi (est. Türi vald) – gmina wiejska w Estonii, w prowincji Järva.
W skład gminy wchodzą:
- Miasto: Türi.
- Alevik: Käru, Oisu, Särevere, Väätsa.
- 53 wsi: Aasuvälja, Arkma, Jändja, Jõeküla, Kabala, Kahala, Karjaküla, Kirna, Kolu, Kullimaa, Kurla, Kõdu, Kädva, Kändliku, Kärevere, Laupa, Lauri, Lokuta, Lungu, Lõõla, Meossaare, Metsaküla, Mäeküla, Näsuvere, Ollepa, Pala, Pibari, Piiumetsa, Poaka, Põikva, Rassi, Raukla, Reopalu, Retla, Rikassaare, Roovere, Röa, Saareotsa, Sagevere, Saueaugu, Sonni, Taikse, Tori, Tännassilma, Türi-Alliku, Vilita, Villevere, Vissuvere, Väljaotsa, Väljataguse, Äiamaa, Änari, Ülejõe.

Wcześniej, przed reformą administracyjną z 2017 roku, była podzielona na 1 miasto, 2  alevik, 35 wsi:
W skład gminy wchodzą:
- Miasto: Türi.
- Alevik: Oisu, Särevere.
- 35 wsi: Arkma, Jändja, Kabala, Kahala, Karjaküla, Kirna, Kolu, Kurla, Kärevere, Laupa, Lokuta, Meossaare, Metsaküla, Mäeküla, Näsuvere, Ollepa, Pala, Pibari, Poaka, Põikva, Rassi, Raukla, Retla, Rikassaare, Saareotsa, Sagevere, Taikse, Tori, Tännassilma, Türi-Alliku, Vilita, Villevere, Väljaotsa, Äiamaa, Änari.